# Caloptilia sichuanensis
Caloptilia sichuanensis är en fjärilsart som beskrevs av Liu och Yuan 1990. Caloptilia sichuanensis ingår i släktet Caloptilia och familjen styltmalar. Inga underarter finns listade i Catalogue of Life.